# Hekelermoor
Hekelermoor ist ein Ortsteil der Gemeinde Berne im niedersächsischen Landkreis Wesermarsch. Der Ort liegt südlich des Kernortes Berne im Stedinger Moor, etwa auf halbem Wege nach Hude. 

## Geschichte
Hekelermoor wurde zusammen mit den beieinander liegenden Orten Hiddigwardermoor und Ollenermoor im Jahre 1797 gegründet.
Die Hofanlage Brookstraße 50, die Hofanlage Brookstraße 52 und die Wohn- und Wirtschaftsgebäude Brookstraße 48 und Wohn- und Wirtschaftsgebäude Brookstraße 53 stammen aus dem 19. Jahrhundert.

## Persönlichkeiten
- Lena Drieling (* 1997), Radioökologin[1]